# Střítež (district de Pelhřimov)
Pour les articles homonymes, voir Střítež.
Střítež (en allemand : Stritesch) est une commune du district de Pelhřimov, dans la région de Vysočina, en République tchèque. Sa population s'élevait à 104 habitants en 2024.

## Géographie
Střítež se trouve à 10 km au sud-ouest de Pelhřimov, à 34 km à l'ouest-sud-ouest de Jihlava à 95 km au sud-est de Prague.
La commune est limitée par Nová Cerekev au nord-ouest et au nord, par Ústrašín et Božejov à l'est, par Častrov et Kamenice nad Lipou au sud, et par Těmice à l'ouest.

## Histoire
La première mention écrite de la localité date de 1386.

## Administration
La commune se compose de trois sections :
- Střítež
- Bor
- Krumvald

## Transports
Par la route, Střítež se trouve à 12 km de Pelhřimov, à 43 km de Jihlava à 121 km de Prague.